# Aglaodiaptomus lintoni
Aglaodiaptomus lintoni är en kräftdjursart som först beskrevs av S. A. Forbes 1893.  Aglaodiaptomus lintoni ingår i släktet Aglaodiaptomus och familjen Diaptomidae. Inga underarter finns listade i Catalogue of Life.